# 莫利亚 (韦尔切利省)
莫利亚（義大利語：Mollia），是意大利韦尔切利省的一个市镇。总面积14平方公里，人口110人，人口密度7.9人/平方公里（2009年）。ISTAT代码为002078。